# Big Bad John
Big Bad John är en countrylåt, komponerad och framförd av Jimmy Dean. Texten handlar om en tystlåten, muskulös och storvuxen gruvarbetare från New Orleans. En dag uträttar han ett stordåd i den gruva han arbetar i då han räddar 20 män från en inrasad gruvgång genom att hålla upp en öppning med sin egen muskelstyrka, men blir själv kvar därnere just som de andra ska undsätta honom. Låten avslutas med en proklamation om att en marmorbyst restes på platsen med orden: "på botten av denna gruva vilar en stor, stor man".
Låten kom att ligga etta på amerikanska singellistan i fem veckor. Den räddade också Dean från att förlora sitt skivkontrakt då han inte haft någon hit på länge. Den tilldelades en Grammy i kategorin bästa Country & Western-inspelning, och var också nominerad i kategorin "årets låt".

## Listplaceringar
| Lista (1961)   | Position                |
| -------------- | ----------------------- |
| Kanada         | 1 (CHUM Hit Parade)     |
| Norge          | 6 (VG-lista)            |
| Nya Zeeland    | 1 (Lever Hit Parade)    |
| Storbritannien | 2 (UK Singles Chart)    |
| Sverige        | 17 (Radio Nord Topp 20) |
| USA            | 1 (Billboard Hot 100)   |
| Västtyskland   | 39                      |